# راميش كومار
راميش كومار (بالإنجليزية: Ramesh Kumar) هو مصارع رياضي هندي، ولد في 15 نوفمبر 1981 في سوني بت في الهند.

## وصلات خارجية
- راميش كومار على موقع قاعدة بيانات المصارعة الدولية (الإنجليزية)
- راميش كومار على موقع أوليمبيديا (الإنجليزية)